# 訃報 2014年12月
訃報 2014年12月（ふほう 2014ねん12がつ）では、2014年12月に物故した、又は物故が報じられた人物についてまとめる。

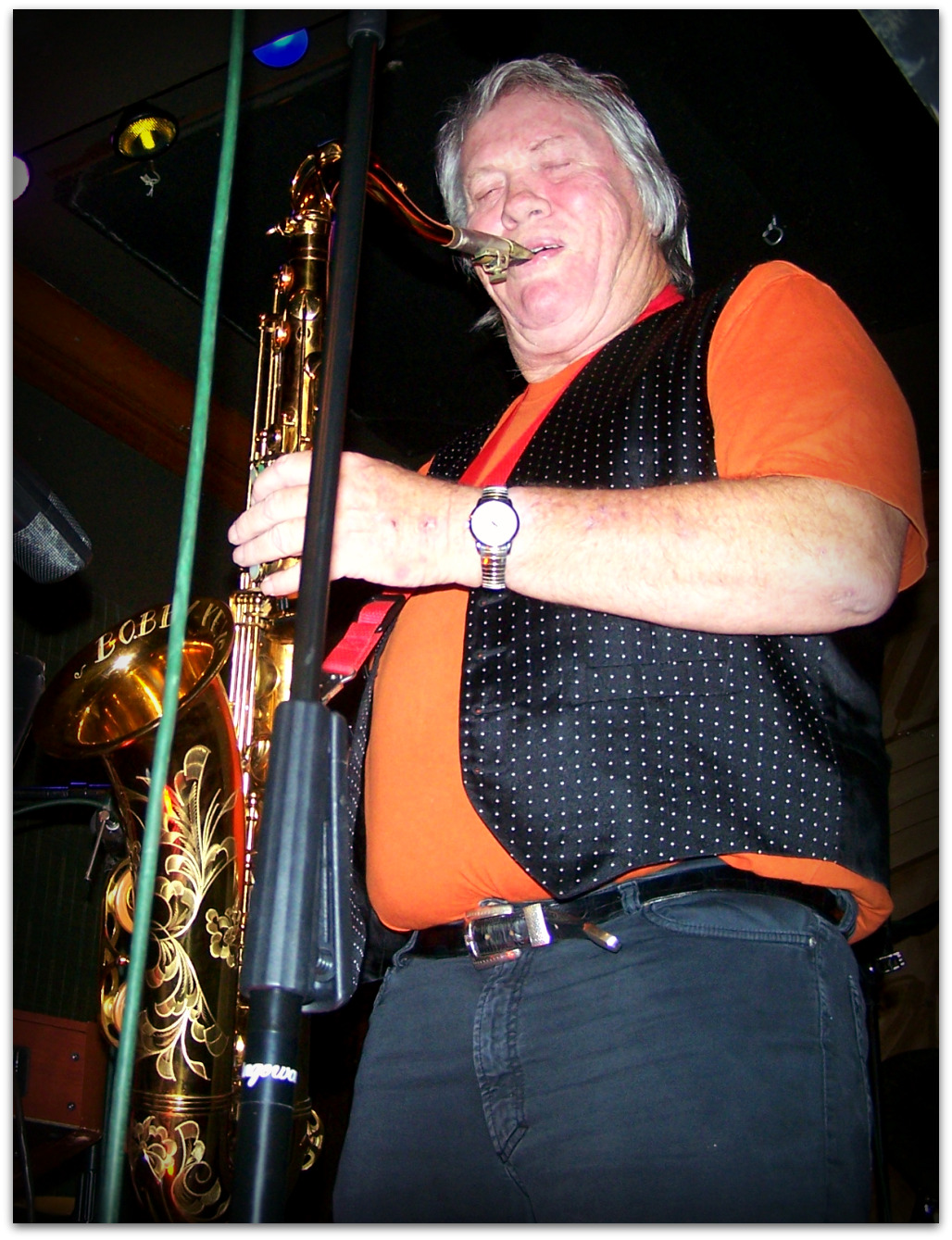
ボビー・キーズ／12月2日没

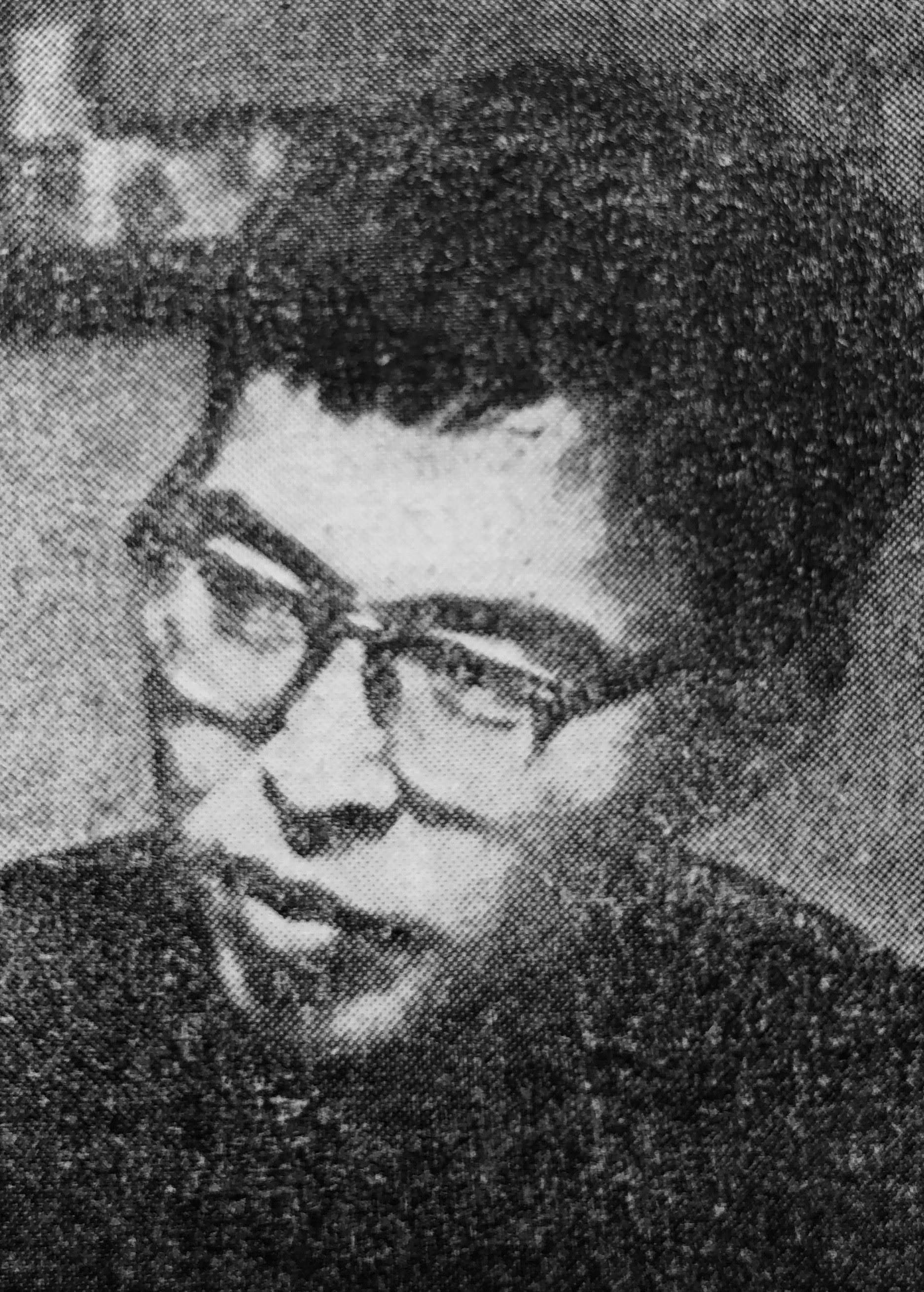
品田雄吉／12月13日没

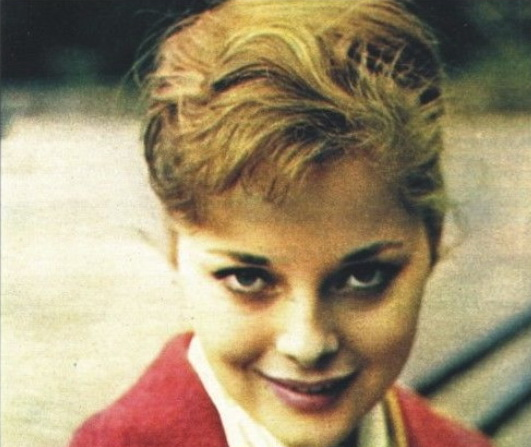
ヴィルナ・リージ／12月18日没

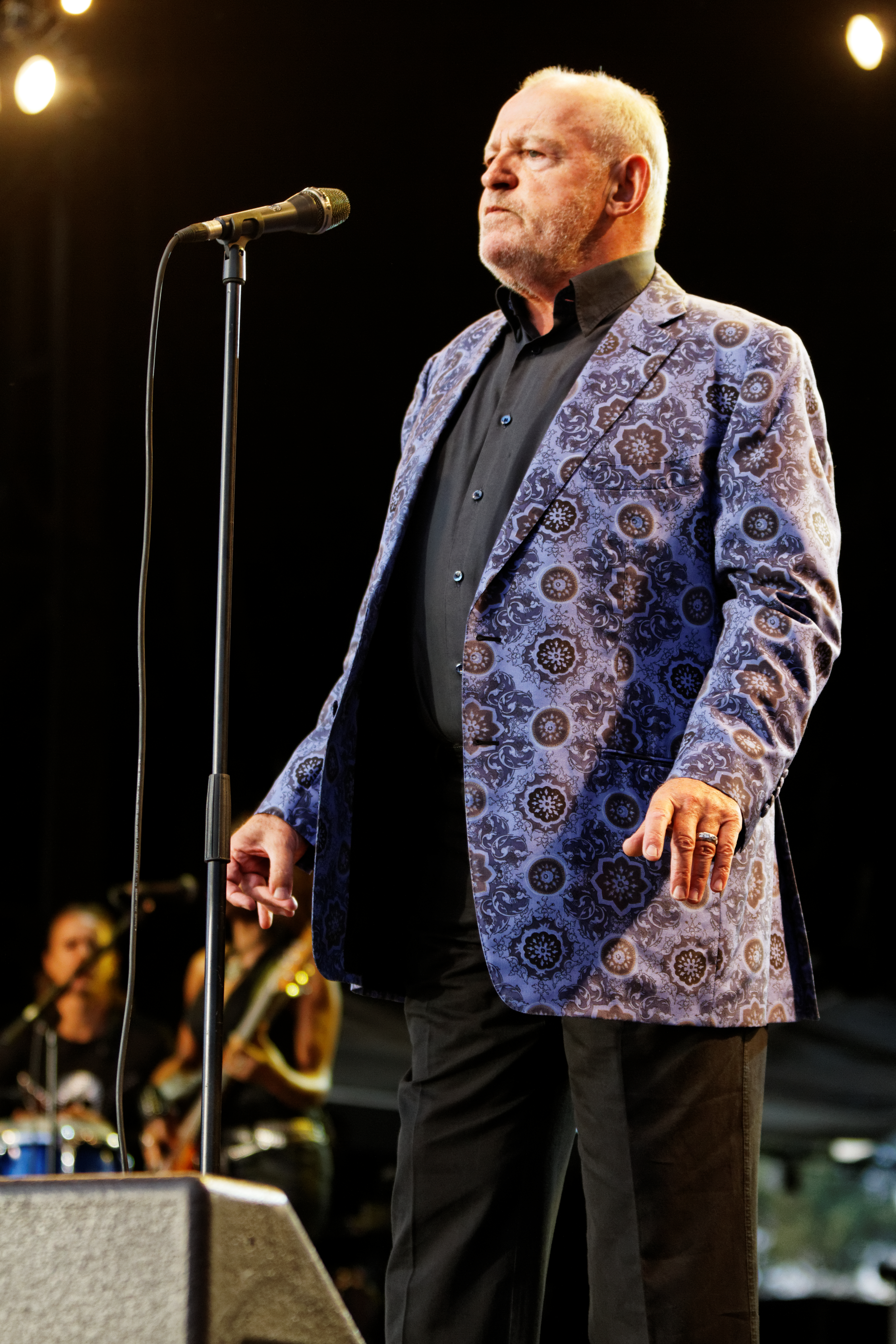
ジョー・コッカー／12月22日没

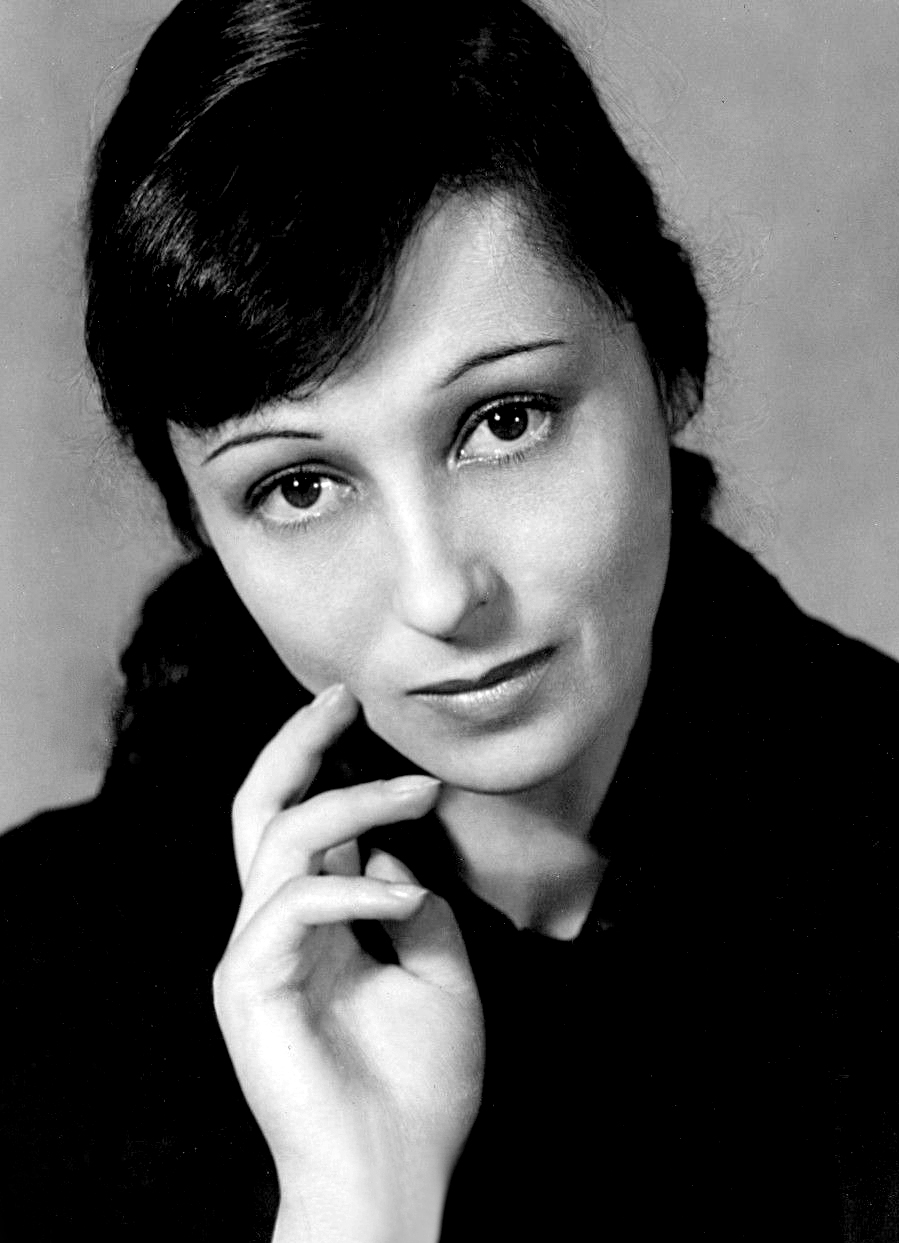
ルイーゼ・ライナー／12月30日没

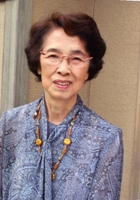
宮尾登美子／12月30日没

## (1日 - 15日)
- 12月1日【訃報発表日】 - 金聖愛、北朝鮮のファーストレディ、初代指導者金日成の後妻（* 1928年）[1]
- 12月1日 - 番匠勝、日本の実業家、元新明和工業取締役（* 1942年?）[2]
- 12月2日 - 岸宏子、日本の放送作家、小説家（* 1922年）[3]
- 12月2日 - 岩田宏、日本の詩人、作家、翻訳家（* 1932年）[4]
- 12月2日 - 西岡一、日本の工学者、同志社大学名誉教授（* 1934年）[5]
- 12月2日 - 杉山八郎、日本のペン画家（* 1935年）[6]
- 12月2日 - ボビー・キーズ、アメリカ合衆国のミュージシャン（* 1943年）[7]
- 12月2日 - 二宮里穂、日本のアイドル、女優（* 1998年）[8]
- 12月3日 - 高島隆平、日本の実業家、元朝日生命保険社長（* 1919年）[9]
- 12月3日 - イアン・マクレガン、イギリスのミュージシャン、キーボード奏者（* 1945年）[10]
- 12月4日 - 蒲池猛夫、日本の元自衛官、元射撃選手、ロサンゼルスオリンピック男子ラピッドファイアピストル金メダル獲得者（* 1936年）[11]
- 12月4日 - 北野禎三、日本の政治家、元大阪市議会議長（* 1936年）[12]
- 12月4日 - 原一平、日本の漫談家、ものまねタレント（* 1938年）[13]
- 12月5日 - 川西祐三郎、日本の版画家（* 1923年）[14]
- 12月5日 - ファビオラ・デ・モラ・イ・アラゴン、ベルギー国王ボードゥアン1世王妃【スペイン出身】（* 1928年）[15]
- 12月5日 - 柴田博一、日本の実業家、元キーコーヒー社長（* 1932年）[16]
- 12月5日 - 水崎節文、日本の政治学者、岐阜大学名誉教授（* 1932年?）[17]
- 12月5日 - 川北紘一、日本の特撮監督、株式会社ドリーム・プラネット・ジャパン代表取締役（* 1942年）[18]
- 12月6日 - ラルフ・ベア、ドイツ出身のアメリカ合衆国の発明家（* 1922年）[19]
- 12月6日 - 長倉繁麿、日本の工学者、東京工業大学名誉教授、長岡技術科学大学名誉教授（* 1926年）[20]
- 12月6日 - 西木宏、日本の政治家、元山口県東和町長（* 1928年?）[21]
- 12月6日 - 斎藤孝雄、日本の映画カメラマン、撮影監督（* 1929年）[22]
- 12月7日 - 小倉襄二、日本の社会政策学者、同志社大学名誉教授（* 1926年）[23]
- 12月7日 - 根本二郎、日本の実業家、日本郵船最高顧問会長、日本経済団体連合会名誉会長（* 1928年）[24]
- 12月7日 - 堂面春雄、日本の物理学者、山口大学名誉教授（* 1930年）[25]
- 12月7日 - 備前島文夫、日本のテレビプロデューサー（* 1936年）[26]
- 12月7日 - 杉原美津子、日本のノンフィクション作家（* 1944年）[27]
- 12月8日 - 猪俣千代子、日本の俳人（* 1922年）[28]
- 12月9日 - ロバート・キノシタ、ロサンゼルスのロボットデザイナー（* 1914年）[29]
- 12月9日 - 永持孝之進、日本の実業家、元理研ビタミン社長（* 1919年）[30]
- 12月9日 - 村田暹、日本の工学者、大阪大学名誉教授（* 1923年?）[31]
- 12月9日 - 作野律雄、日本の政治家、元島根県美保関町長（* 1944年?）[32]
- 12月9日 - 堀内護、日本の歌手、ミュージシャン、元ガロメンバー（* 1949年）[33]
- 12月10日 - 遠山一行、日本の音楽評論家、実業家（* 1922年）[34]
- 12月10日 - 平松伴造、日本の実業家、元五洋建設副社長（* 1934年）[35]
- 12月11日 - 島野功緒、日本の放送評論家（* 1922年）[36]
- 12月11日 - 橋岡慈観、日本の能楽師、観世流シテ方能楽師（* 1928年）[37]
- 12月11日 - 榎本龍幸、日本の実業家、元日本電設工業社長（* 1939年?）[38]
- 12月11日 - 金春國和、日本の能楽師、能楽金春流太鼓方宗家（* 1957年）[39]
- 12月12日 - 田丸徳善、日本の宗教学者、東京大学・大正大学名誉教授（* 1931年）[40]
- 12月12日 - ビリー・ミリガン、アメリカ合衆国の解離性同一性障害の人物（* 1955年）[41]
- 12月13日 - 渋谷守生、日本の政治家、元全国都道府県議会議長会会長、元東京都議会議長（* 1920年）[42]
- 12月13日 - 品田雄吉、日本の映画評論家（* 1930年）[43]
- 12月13日 - 永野元彦、日本の物理学者、東京大学名誉教授（* 1938年）[44]
- 12月13日 - 水玉螢之丞、日本のイラストレーター、漫画家（* 1959年）[45]
- 12月14日 - 村方千之、日本の指揮者（* 1925年）[46]
- 12月14日 - 松尾尊兊、日本の歴史学者、京都大学名誉教授（* 1929年）[47]
- 12月14日 - 瀬川昌也、日本の医学者、小児科医、医学博士（* 1936年）[48]
- 12月14日 - 今井聖、日本の工学者、東京工業大学名誉教授（* 1937年?）[49]
- 12月14日 - 吉田恵二、日本の考古学者、国学院大学教授・同大博物館長（* 1947年）[50]
- 12月15日 - 松原武生、日本の物理学者、京都大学名誉教授（* 1921年?）[51]
- 12月15日 - 山中末治、日本の政治家、元社会党衆議院議員、航空技手（* 1925年）[52]
- 12月15日 - 伊丹公子、日本の俳人（* 1925年）[53]
- 12月15日 - 三宅弘三、日本の物理学者、京都大学名誉教授（* 1928年?）[54]
- 12月15日 - 田村健治、日本の実業家、久米桜酒造会長（* 1930年）[55]
- 12月15日 - 生方恵一、日本のフリーアナウンサー、NHKアナウンサー（* 1933年）[56]
- 12月15日 - 斎藤清衛、日本の政治家、実業家、元栃木県副知事、元とちぎテレビ社長（* 1940年）[57]
- 12月15日 - 平形ひろみ、日本のプロゴルファー（* 1968年）[58]

## (16日 - 31日)
- 12月16日 - 三輪昭一、日本の実業家、元日本ピグメント社長（* 1929年?）[59]
- 12月16日 - アーニー・テレル、アメリカ合衆国のボクサー、元WBA世界ヘビー級王者（* 1939年）[60]
- 12月16日 - 北井啓之、日本の実業家、元ダイキン工業社長（* 1944年?）[61]
- 12月17日 - 山田剛二、日本の実業家、元三菱自動車副社長（* 1922年?）[62]
- 12月17日 - 竹鶴威、日本の実業家、元ニッカウヰスキー社長・会長（* 1924年）[63]
- 12月18日 - 大川清幸、日本の政治家、元公明党参議院議員（* 1925年）[64]
- 12月18日 - 井須孝誠、日本の実業家、元稚内信用金庫理事長（* 1933年?）[65]
- 12月18日 - 稲野和子、日本の女優（* 1935年）[66]
- 12月18日 - ヴィルナ・リージ、イタリアの女優（* 1936年）[67]
- 12月18日 - 浦上靖夫、日本のアニメーション音響監督（* 1943年）[68]
- 12月18日 - 青木真一、日本のミュージシャン、元村八分メンバー（* 1951年）[69]
- 12月19日 - 香月日輪、日本の小説家[70]
- 12月20日 - 水谷修、日本の教育学者、元名古屋外国語大学長、元国立国語研究所長（* 1932年）[71]
- 12月20日 - 田村晃一、日本の考古学者、青山学院大学名誉教授、元日本考古学協会長（* 1932年）[72]
- 12月20日 - 山口喜代治、日本の政治家、元滋賀県竜王町長（* 1932年?）[73]
- 12月20日 - 勝見史郎、日本の新派俳優（* 1944年）[74]
- 12月20日 - 岩崎俊一、日本のコピーライター（* 1947年）[75]
- 12月21日 - 中尾英俊、日本の法学者、西南学院大学名誉教授、湘潭大学名誉教授（* 1924年）[76]
- 12月21日 - 夏目俊二、日本の俳優（* 1926年）[77]
- 12月21日 - ビリー・ホワイトロー、イギリスの女優（* 1932年）[78]
- 12月21日 - ウド・ユルゲンス、オーストリアの歌手、作曲家（* 1934年）[79]
- 12月22日 - 包行良人、日本の実業家、筑水キャニコム創業者（* 1924年?）[80]
- 12月22日 - 笠木透、日本のフォーク歌手（* 1937年）[81]
- 12月22日 - ジョー・コッカー、イギリスの歌手（* 1944年）[82]
- 12月22日 - クリスティーン・カヴァナー、アメリカ合衆国の女優（* 1963年）[83]
- 12月23日 - 植村正治、日本の実業家、元全国漁業協同組合連合会会長（* 1930年?）[84]
- 12月23日 - 松浦正則、日本の実業家、松浦機械製作所会長（* 1937年）[85]
- 12月23日 - 町田恒雄、日本の実業家、オルビス社長（* 1953年）[86]
- 12月24日 - バディ・デフランコ、アメリカ合衆国のジャズクラリネット奏者（* 1923年）[87]
- 12月24日 - 飯田新平、日本の実業家、元住友金属鉱山取締役（* 1923年?）[88]
- 12月24日 - 佐川章、日本の数学者、宮城教育大学名誉教授（* 1924年?）[89]
- 12月24日 - 中條高徳、日本の実業家、アサヒビール名誉顧問（* 1927年）[90]
- 12月24日 - 中村秀利、日本の声優（* 1954年）[91]
- 12月25日 - デヴィッド・ライオール、イギリスの俳優（* 1935年）[92]
- 12月25日 - 篠原孝彦、日本の実業家、日本ハム取締役（* 1954年?）[93]
- 12月26日 - 岡村繁、日本の中国文学者、九州大学名誉教授（* 1922年）[94]
- 12月26日 - ヨゼフ・ピタウ、カトリックの大司教、教育者（* 1928年）[95]
- 12月26日 - 山根弘、日本の新歌舞伎座会長（* 1931年）[96]
- 12月26日 - 岡田亘令、日本の僧侶、黄檗宗管長、万福寺住職（* 1941年）[97]
- 12月27日 - 中村紀子子、日本の声優（* 1923年）[98]
- 12月27日 - 丸山定巳、日本の環境社会学者、熊本大学名誉教授（* 1940年）[99]
- 12月28日 - 竹内正一、日本の政治家、元北海道南幌町長（* 1924年?）[100]
- 12月28日 - 鈴木生朗、日本の脚本家（* 1926年）[101]
- 12月28日 - レオポルド・フェデリコ、アルゼンチンの指揮者、バンドネオン奏者、作曲家（* 1927年）[102]
- 12月29日 - 安藤信和、日本のアメリカンフットボール指導者、審判員、元日本アメリカンフットボール協会理事長、磐城平藩藩主安藤家第16代当主（* 1920年）[103]
- 12月30日 - ルイーゼ・ライナー、ドイツの女優（* 1910年）[104]
- 12月30日 - 片岡ツヨ、日本の長崎の被爆者語り部（* 1921年）[105]
- 12月30日 - 宮尾登美子、日本の小説作家（* 1926年）[106]
- 12月30日 - 芦川澄子、日本の推理作家（* 1927年）[107]
- 12月30日 - 青木稔、日本の元プロ野球選手【読売巨人軍所属】（* 1934年）[108]
- 12月31日 - 第8代ウェリントン公爵アーサー・ウェルズリー、イギリスの陸軍軍人、政治家、貴族（* 1915年）[109]
- 12月31日 - 小尾知愛、日本の実業家、元大分銀行頭取（* 1918年?）[110]
- 12月31日 - 宮城喜久子、日本のひめゆり学徒隊の語り部（* 1928年）[111]
- 12月31日 - エドワード・ハーマン、アメリカ合衆国の俳優（* 1943年）[112]
- 12月31日 - 岩本正恵、日本の翻訳家（* 1964年）[113]